# Pseudorthocladius cranstoni
Pseudorthocladius cranstoni är en tvåvingeart som beskrevs av Ole Anton Saether och James E. Sublette 1983. Pseudorthocladius cranstoni ingår i släktet Pseudorthocladius och familjen fjädermyggor.
Artens utbredningsområde är Irland. Inga underarter finns listade i Catalogue of Life.